# Gabriel Vargas
Pour les articles homonymes, voir Vargas.
Gabriel Vargas (Tulancingo, 1915 - Mexico, 2010) est un caricaturiste et auteur de bandes dessinées mexicain. Il a notamment publié La Familia Burron.

## Biographie
En 1932, Vargas intègre le journal Excélsior en tant que caricaturiste puis il dirige les dessinateurs. En 1942, il publie Los Súper Locos. À partir de 1948, il crée la série La Familia Burrón, œuvre qui influence profondément la bande dessinée mexicaine. En 1978, il fonde sa propre maison d'édition.